# Strzelce Krajeńskie (stacja kolejowa)
Strzelce Krajeńskie – nieczynna stacja kolejowa w Strzelcach Krajeńskich, w województwie lubuskim, w Polsce.